# Boston Society of Film Critics Awards 2004
La 25ª edizione dei Boston Society of Film Critics Awards si è svolta il 13 dicembre 2004.

## Premi

### Miglior film
- Sideways - In viaggio con Jack (Sideways), regia di Alexander Payne
  - 2º classificato: Before Sunset - Prima del tramonto (Before Sunset), regia di Richard Linklater

### Miglior attore
- Jamie Foxx - Ray
  - 2º classificato: Paul Giamatti - Sideways - In viaggio con Jack (Sideways)

### Migliore attrice
- Hilary Swank - Million Dollar Baby
  - 2º classificato: Annette Bening - La diva Julia - Being Julia (Being Julia) e Kim Basinger - The Door in the Floor (ex aequo)

### Miglior attore non protagonista
- Thomas Haden Church - Sideways - In viaggio con Jack (Sideways)
  - 2º classificato: Clive Owen - Closer

### Migliore attrice non protagonista
- Sharon Warren - Ray
- Laura Dern - I giochi dei grandi (We Don't Live Here Anymore)
  - 2º classificato: Cate Blanchett - The Aviator

### Miglior regista
- Zhāng Yìmóu - La foresta dei pugnali volanti (十面埋伏)
  - 2º classificato: Alexander Payne - Sideways - In viaggio con Jack (Sideways)

### Migliore sceneggiatura
- Alexander Payne e Jim Taylor - Sideways - In viaggio con Jack (Sideways)
  - 2º classificato: Charlie Kaufman - Se mi lasci ti cancello (Eternal Sunshine of the Spotless Mind)

### Miglior fotografia
- Xiaoding Zhao - La foresta dei pugnali volanti (十面埋伏)
  - 2º classificato: Bruno Delbonnel - Una lunga domenica di passioni (Un long dimanche de fiançailles)

### Miglior documentario
- Control Room, regia di Jehane Noujaim
  - 2º classificato: La morte sospesa (Touching the Void), regia di Kevin Macdonald

### Miglior film in lingua straniera
- La foresta dei pugnali volanti (十面埋伏), regia di Zhang Yimou  ·  Cina/ Hong Kong
  - 2º classificato: Una lunga domenica di passioni (Un long dimanche de fiançailles), regia di Jean-Pierre Jeunet  ·  Francia/ Stati Uniti

### Miglior regista esordiente
- Jonathan Caouette - Tarnation
  - 2º classificato: Nicole Kassell - The Woodsman - Il segreto (The Woodsman) e Joshua Marston - Maria Full of Grace (ex aequo)

### Miglior cast
- Sideways - In viaggio con Jack (Sideways)
  - 2º classificato: Le avventure acquatiche di Steve Zissou (The Life Aquatic with Steve Zissou)